# 독일 연방군 우수군인 휘장

뱃지는 정복의 왼쪽 가슴주머니(#11) 가운데에 착용된다.

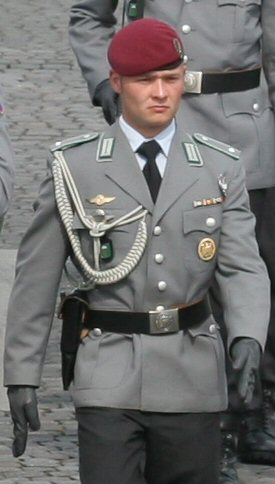
독일 공수부대 장교는 연방군 제복 규정에 따라 좌측 가슴 주머니 중앙에 휘장을 착용했다.

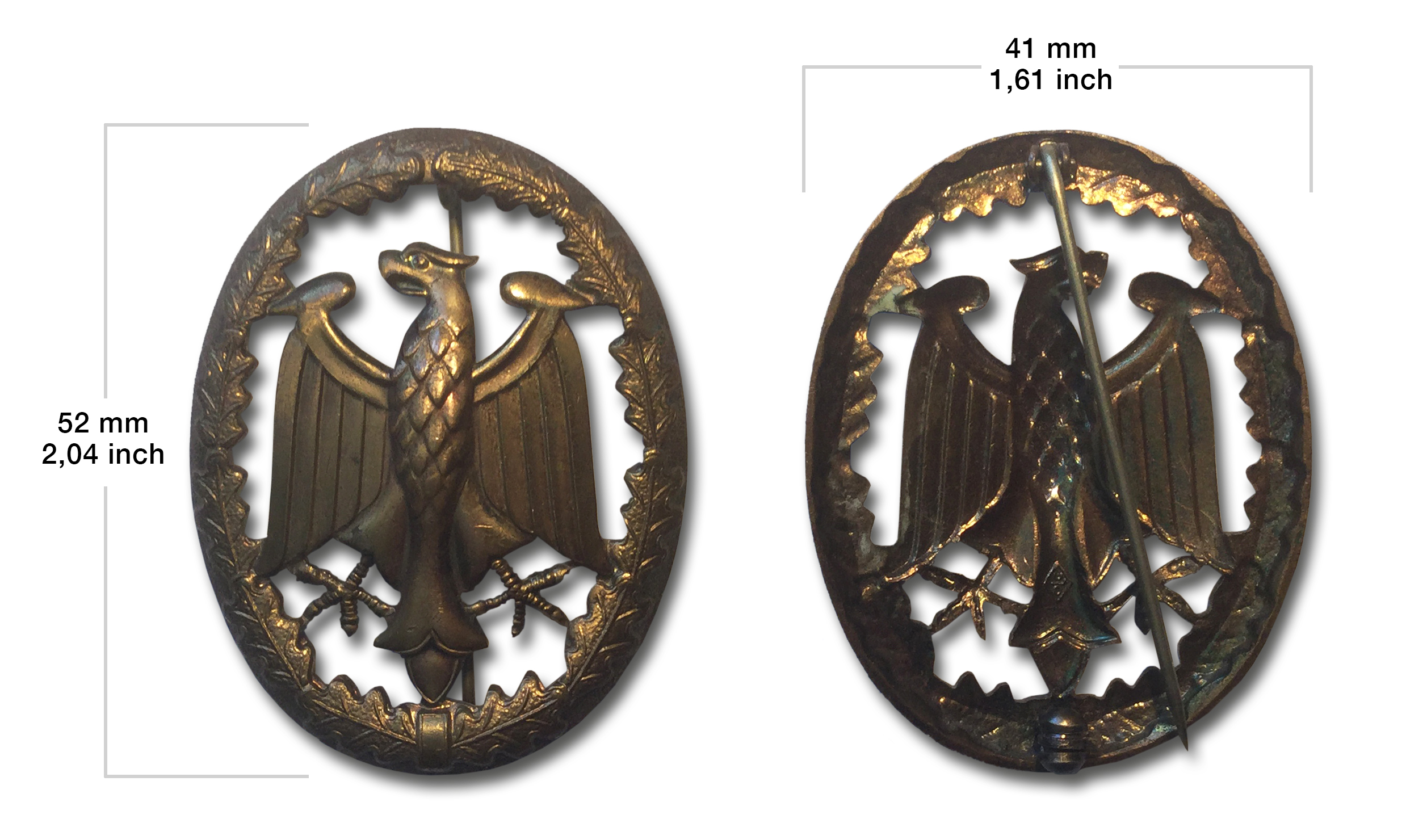
동 등급의 우수군인장의 앞면 및 뒷면

독일 연방군 우수군인 휘장(독일어: Das Abzeichen für Leistungen im Truppendienst, 영어: German Armed Forces Badge for Military Proficiency (GAFPB))은 독일연방공화국의 군대인 독일 연방방위군이 수여하는 휘장이다. 이 휘장은 모든 계급의 독일 군인에게 수여되며, 수여받은 장병 및 장교는 그들의 제복과 정복에 착용된다. 독일의 동맹국 장병들도 해당 국가의 제복 규정에 따라 휘장을 패용할 수 있다.

## 자격 요건
휘장을 받으려면 다음 요구 사항을 완료해야 한다.
1. 평가 보고서 :
개인의 신체적, 도덕적 기준을 인정하는 지휘관의 평가 보고서가 필요하며, 평가의 목적은 개인이 신체적 및 도덕적으로 적합하다는 증거를 보여주는 것이다.
2. 응급처치 코스 :
Combat Lifesaver Training (CLS) 레벨 1 과정 또는 이와 동등한 과정을 수료해야 한다.
3. 화생방 테스트 :
개인은 방독마스크와 모든 화생방 보호복을 적절하게 착용할 수 있음을 입증해야 한다.
4. 기초 체력 테스트 90분 이내에 3가지 종목을 완료해야 한다.
가. 11x10m 스프린트 테스트(최대 시간 60초)
| 금      | 은      | 동      |
| ------- | ------- | ------- |
| 35~42초 | 43~48초 | 49~54초 |

나. 턱걸이를 봉 위에 유지하며 최소 5초 동안 매달린다.
| 금      | 은      | 동      |
| ------- | ------- | ------- |
| 65~86초 | 45~64초 | 25~44초 |

다. 1000미터 달리기/전력질주, 최대 시간 6분 30초
| 금          | 은          | 청동        |
| ----------- | ----------- | ----------- |
| 2:50~3:45분 | 3:46~4:40분 | 4:41~5:35분 |

- 각 종목의 점수는 채점지를 사용하여 결정된다. 그다음 점수를 평균 계산하여 개인이 받을 자격이 있는 휘장의 등급을 결정한다.

5.사격시험: 휘장을 취득하려면 개인의 화기 능력, 즉 사격술 능력을 입증해야 한다. 개인은 독일 연방군 사격시험에서 인정된 하나의 무기 자격으로 자신의 기술을 입증해야 하며, 개인 화기(권총 또는 자동권총), 소총 및 중화기(기관총 또는 대전차 화기) 중 사격 시험에서 사용되는 것이 인정된다. 독일 연방군 체계에서는 거리, 표적 수, 사격 위치(서서 쏴 자세, 엎드려 쏴 자세, 누워 쏴 자세) 및 사격 횟수를 달리하여 각 무기에 사용하는 여러 가지 사격 훈련이 존재한다. 개인은 자격 시험지에 지정된 점수를 충족해야 합격한다.
6. 행군
15kg(33lb) 배낭을 들고 행군; 동 등급의 경우 60분 안에 6km; 은 등급은 90분 안에 9km; 금 등급은 120분 안에 12km; 성별과 나이 차이의 제한은 없다.
- 행진은 군복(예: ACU, OCP)과 군화, 15kg 이상의 배낭을 구비해야 한다.

7. 군복을 입고 100m 수영
수영은 군복을 입고 그 안에 운동복(반바지, 티셔츠)을 입고 진행된다. 수영에는 4분의 제한 시간이 있다. 수영이 끝나면 시간은 종료한다. 그러나 개인은 통과하기 위해 수영장 측면을 건드리지 않고 군복을 성공적으로 탈의해야 한다.

## 등급
- 3등급 = 독일연방군 금 등급 우수군인 휘장
- 2등급 = 독일연방군 은 등급 우수군인 휘장
- 1등급 = 독일연방군 동 등급 우수군인 휘장

## 휘장의 도안
금속으로 구성된 이 휘장은 화한 정중앙에 독일 독수리가 있는 참나무 잎으로 장식되어있는 모양새이다. 자세한 크기는 바로 높이 약 55mm, 너비 43mm의 타원 형태의 화환 모습을 갖고 있다. 배지는 금, 은, 동으로 서로 다른 등급으로 이뤄진다. 5(5, 10, 15...) 단위로 숫자가 표시된 1cm x 1cm 정사각형이 여러 해 동안 이 등급을 달성한 것에 대해 금 등급 배지를 추가적으로 수여할 때 하단에 추가된다. 예비군 상태에서 배지를 획득한 경우 하단에 대문자 "R"이 추가된다. 여러 해 동안 금 등급을 받은 예비군은 하단에 "R"이 있고 배지 상단에 숫자가 표시된 사각형이 있는 배지를 받는다.
약장은 모두 검은색이며 배지와 같은 모양과 색상의 작은 장치가 부착되어 있다. 리본은 민간인 착용 전용이며 독일연방 방위군 제복에 착용하는 것은 허용되지 않는다.

## 같이 보기
- 독일군 훈장 및 훈장
- 네덜란드 군사 능력 배지
- 전투 보병 휘장 (미국)
- 독일군 사격술 휘장